# Suddenly (canción)
«Suddenly»—en español: «De Repente»— es el cuarto y último sencillo de la cantante pop estadounidense Ashley Tisdale, perteneciente a su álbum debut Headstrong. La canción fue lanzada únicamente en Alemania y Argentina.

## Información de la canción
En la canción se pueden observar la participación de violines y otros instrumentos que le dan al sencillo un toque suave y melodioso, es por esto que se caracteriza por ser una de las baladas más potentes del disco. Este es uno de los temas en donde Tisdale participa ampliamente en la elaboración de la letra junto con Janice Robinson, además de ser producida por Guy Roche reconocido por sus trabajos con Mariah Carey y Christina Aguilera.

## Video musical
El video para este sencillo fue filmado por Scott Speer, el mismo de los anteriores videos de Tisdale que aparecen en su trilogía en DVD There's Something About Ashley el cual fue lanzado a finales de 2007 en Estados Unidos, Canadá, Brasil, Argentina, Chile, México y otros países de Latinoamérica.
El video fuepuesto a la venta por separado también en las tiendas digitales como iTunes y otros sitios web para ver videos musicales y escuchar música en línea como Yahoo! y AOL.
En el video se puede observar a Tisdale presentándose en un concierto ficticio, también a momentos aparecen imágenes de su DVD en el proceso de grabación, Ashley en distintos momentos de su vida como también durante la gira de conciertos High School Musical: The Concert, al final del video logra encontrarse con el chico que le interesaba y que había conocido al principio de la trilogía de videos ("He Said She Said") y ella lo invita su camarín.
La temática en si es bastante simple y minimalista, pero muestra a Tisdale tratando de reflejar lo más profundo de su ser y el momento feliz que ella siente de estar haciendo lo que hace junto a las personas que quiere y sus seguidores.

### Controversia
El videoclip fue filtrado por Internet antes de la fecha del lanzamiento del DVD que lo incluye, junto a sus otros videos, "Suddenly" fue filtrado causando una gran avalancha de descargas ilegales, Warner Bros. Records, los logró eliminar rápidamente aunque ya los tres videos se encontraban dispersados por la red, todo esto tuvo como consecuencia que se atrasara el lanzamiento del DVD There's Something About Ashley, para realizar una mayor campaña de promoción y merchandise en el producto para así revertir el gran caos causado por la filtración del material completo.

## Formato y lista de canciones
CD Single Alemán
| CD SINGLE   |             |                 |       |
| 1           | "Suddenly"  | Album Version   | 03:40 |
| 2           | "Who I Am"  | Non-Album Track | 03:17 |
| MAXI SINGLE |             |                 |       |
| 1           | "Suddenly"  | Album Version   | 03:40 |
| 2           | "Who I Am"  | Non-Album Track | 03:17 |
| 3           | "It's Life" | Non-Album Track | 03:47 |
| 4           | "Suddenly"  | Music Video     | 3:45  |

## Listas musicales de canciones
| País     | Lista musical   | Primera semana | Posición de ingreso | Mejor posición | Semanas en la mejor posición | Semanas en la lista musical | Última semana |
| -------- | --------------- | -------------- | ------------------- | -------------- | ---------------------------- | --------------------------- | ------------- |
| Europa   |                 |                |                     |                |                              |                             |               |
| Alemania | Top 100 Singles | 19-05-2008     | 45                  | 45             | 1                            | 5                           | 22-06-2008    |
| España   | Top 100 Singles | 25-05-2008     | 11                  | 11             | 1                            | 9                           | 29-07-2008    |